# Nervio infraorbitario
Después de que el nervio maxilar ingresa al canal infraorbitario, el nervio se denomina con frecuencia nervio infraorbital. Este nervio inerva (sensorial) el párpado inferior, el labio superior y parte del vestíbulo nasal y sale del agujero infraorbital del maxilar. Hay una inervación cruzada de este nervio en el otro lado de la mandíbula.[cita requerida]

## Relevancia clínica
El bloqueo del nervio infraorbitario es un tipo de bloqueo nervioso anestésico local utilizado para inducir analgesia en la distribución del nervio para cualquier propósito
Después de una fractura del piso de la órbita, el nervio infraorbital puede quedar atrapado, produciendo un área de anestesia debajo del borde orbital.

## Imágenes adicionales

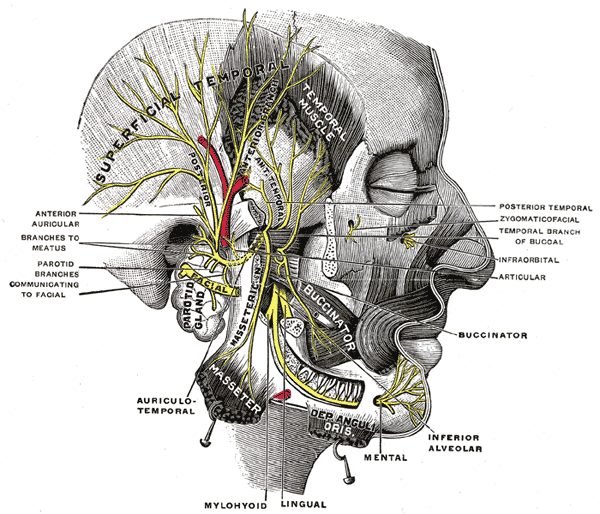
División mandibular del trigeminal nervio.
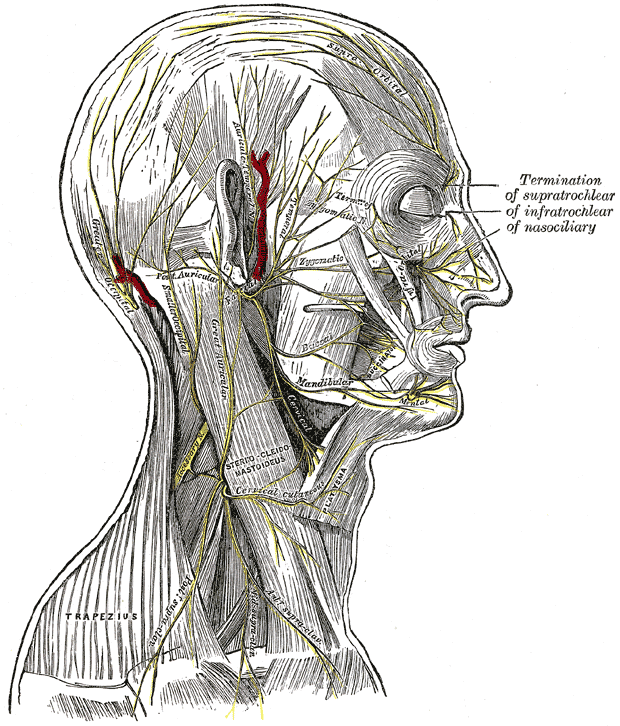
Los nervios del cuero cabelludo, cara, y lado de cuello.
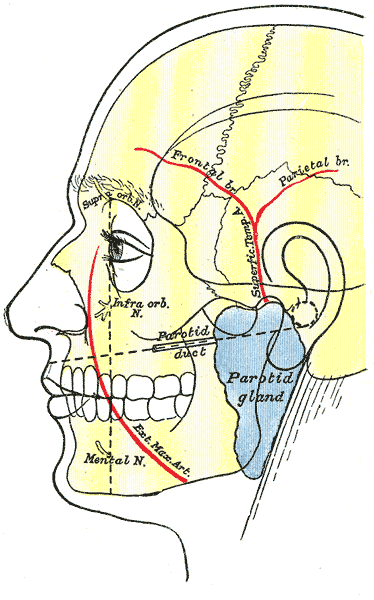
Esbozo de lado de cara, mostrando superficie de jefe markings.
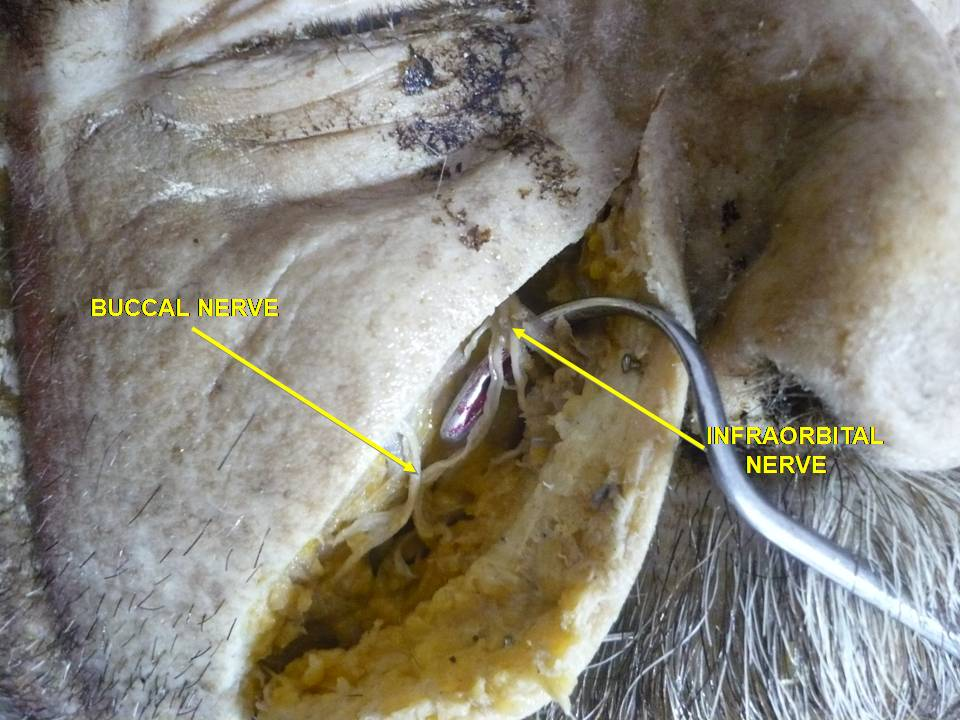
Infaorbital Y nervio bucal.Disección superficial.Vista lateral.